# ديليفيري مان
ديليفيري مان (بالإنجليزية: Delivery Man)‏ هو فيلم كوميدي أُصدر في الولايات المتحدة سنة 2013. الفيلم من إخراج كين سكوت وكتابة كين سكوت، وهو إعادة صناعة لفيلم ستاربوك (Starbuck [الإنجليزية]) فرنسي- كندي الذي صدر عام 2011.

## طاقم التمثيل
- فينس فون
- كوبي سمولدرز
- كريس برات

## القصة
تدور الأحداث حول رجل يقضي سنوات طويلة في التبرع بحيواناته المنوية؛ إلى أن يأتي يوم ما ويكتشف بنوته لأكثر من 500 طفل؛ حيث قام ما يزيد عن 140 منهم برفع قضايا تطالب بالإفصاح عن هويته.

## الميزانية والإيرادات
بلغت تكلفة إنتاج الفيلم حوالي 26 مليون دولار بينما حقق أرباحاً تقدر بـ 50,904,860 دولار.

## وصلات خارجية
- الموقع الرسمي
- ديليفيري مان على موقع IMDb (الإنجليزية)
- ديليفيري مان على موقع ميتاكريتيك (الإنجليزية)
- ديليفيري مان على موقع روتن توميتوز (الإنجليزية)
- ديليفيري مان على موقع قاعدة بيانات الأفلام العربية
- ديليفيري مان على موقع ألو سيني (الفرنسية)
- ديليفيري مان على موقع بوكس أوفيس موجو (الإنجليزية)
- ديليفيري مان على موقع فيلمافينيتي (الإسبانية)
- ديليفيري مان على موقع قاعدة بيانات الأفلام السويدية (السويدية)
- ديليفيري مان على موقع قاعدة بيانات الفيلم (الإنجليزية)
- ديليفيري مان على موقع ليتربوكسد (الإنجليزية)